# Archinotodelphys polynesiensis
Archinotodelphys polynesiensis is een eenoogkreeftjessoort uit de familie van de Archinotodelphyidae. De wetenschappelijke naam van de soort is voor het eerst geldig gepubliceerd in 1987 door Monniot.